# Васиены (Яловенский район)
Васиены (рум. Văsieni, Вэсиень) — село в Яловенском районе Молдавии. Относится к сёлам, не образующим коммуну.

## География
Село расположено на высоте 129 метров над уровнем моря.
У села протекает река Ботна.

## Население
По данным переписи населения 2004 года, в селе Вэсиень проживает 4106 человек (2018 мужчин, 2088 женщин).
Этнический состав села:
| Национальность | Число жителей | Процентный состав |
| -------------- | ------------- | ----------------- |
| молдаване      | 4018          | 97.86             |
| румыны         | 40            | 0.97              |
| украинцы       | 22            | 0.54              |
| русские        | 16            | 0.39              |
| цыгане         | 1             | 0.02              |
| гагаузы        | 1             | 0.02              |
| болгары        | 1             | 0.02              |
| прочие         | 7             | 0.17              |
| Всего          | 4106          | 100%              |